# 拍號
在樂譜中，表示拍子的记号，叫做拍號。

## 書寫格式
拍号以分数的形式写出（五線譜書寫中，不用刻意寫中間的分数線，因为五线谱的第三线就起到了分数线的作用。但在简谱中则需要写出），分数的值以全音符为一个单位。拍号写在乐曲开头谱号和调号的后面。若同一乐曲之后的片段内，节拍出现了变化，需在双纵线后以新的拍号注明。

## 概念
分子表示每小节中单位拍的数目，分母表示单位拍的音符時值。例如
拍即是以四分音符作為一拍的基準單位，且一個小節之內共有三拍。

## 相通拍
音樂演奏時的抑揚頓挫或強弱變化通常是規律地循環出現，如果一個已確定的拍號能夠轉換成另一種等效的拍號，該等效拍號即為相通拍。例如
拍可以簡單地將單位拍時值減半而轉換成
拍，也可以將三拍改視為一拍而轉換成由三連音構成的
拍（此轉換方式會使音樂的每分鐘拍數改變）